# Столкновение (Остаться в живых)
«Столкновение» (англ. Collision) — 33-й эпизод телесериала «Остаться в живых», и 8-й во втором сезоне. Сценарий к эпизоду написали Хавьер Грильо-Марксуа и Леонард Дик, а режиссёром стал Стивен Уильямс. Премьера эпизода состоялась 23 ноября 2005 года на канале ABC. Центральный персонаж эпизода — Ана-Люсия Кортес.

## Сюжет

### Воспоминания
Ана-Люсия — офицер полиции Лос-Анджелеса, которую подстрелил подозреваемый в краже со взломом. После выздоровления она с трудом справляется со стрессом на работе. Когда она узнаёт, что подозреваемый, стрелявший в неё, Джейсон Маккормик, был пойман и сознался во всём, и всё что ей нужно сделать, это опознать его, она смотрит на него, но говорит: «Это не он», и его отпускают. Затем она сама следует за ним и сталкивается с ним на безлюдной парковке. Когда она называет его по имени, он спрашивает: «Я тебя знаю?», на что она заявляет: «Я ждала ребёнка», после чего три раза стреляет ему в грудь, а затем ещё три раза в голову.

### На острове
Поняв, что Ана-Люсия застрелила Шеннон, Саид направляет на неё пистолет, но Эко поваливает его на землю и борется с ним. Во время драки Ана-Люсия вырубает Саида, а затем заставляет Либби связать его лианами из носилок Сойера. Затем Эко уносит Сойера, чтобы найти медицинскую помощь у основной группы выживших.
Когда другие выжившие из хвостовой части заставляют Ану-Люсию рассказать им свой план по разрешению ситуации, она говорит им, что Майкл должен вернуться в лагерь и вернуться с боеприпасами, рюкзаком, одеждой и едой для Аны-Люсии, которая планирует выжить на острове самостоятельно. Майкл отправляется в лагерь выживших из средней части.
Вернувшись к бункеру, после того, как Джек сбивает температуру Сойера с помощью душа в бункере, он пытается заставить Сойера проглотить лекарство. Когда у него не получается, Кейт предлагает свою помощь. Она обнимает Сойера и шепчет ему на ухо, что он должен проглотить лекарство, чтобы поправиться. Затем Сойер проглатывает таблетку.
Между тем, Джек и Локк узнают о том, что случилось с Шеннон и Саидом. Также, Сун приводит Майкла, который сообщает Джеку о требованиях Аны-Люсии. Джек вооружается и гневно требует, чтобы Эко привёл их к ним, но Эко отказывается, говоря, что «Ана-Люсия совершила ошибку», и Джек узнаёт её имя, так как он с ней разговаривал перед посадкой на рейс Oceanic 815. В итоге, мистер Эко соглашается отвести к Ане-Люсии только Джека, при условии, что он согласится не брать с собой оружие.
После того, как другие выжившие из хвостовой части, Либби и Бернард, оставляют Ану-Люсию и следуют за Джином обратно в лагерь, Ана-Люсия допрашивает Саида, задавая ему явно странные вопросы, например, есть ли у него дети. Он спрашивает её, собирается ли она убить его. Явно испытывая душевную боль, он говорит, что, возможно, ей следует убить его. В ответ Ана рассказывает свою историю, говоря, что когда в неё стреляли, она слышала только хлопок, и что к тому времени, когда она упала на землю, она думала, что она была мертва. Она говорит ему, что чувствует себя мёртвой. Когда Саид спрашивает её, что случилось с человеком, который стрелял в неё, она говорит, что с ним ничего не случилось, и что его так и не нашли. Она затем освобождает Саида с помощью мачете Эко, бросает своё оружие и даёт Саиду шанс отомстить. Но Саид отказывается, говоря: «Какой смысл убивать тебя, если мы оба мертвы», и подходит к телу Шеннон.
В конце концов, остальные выжившие из хвостовой части и Джин возвращаются в лагерь, где Бернард и Роуз, а также Джин и Сун, наконец-то воссоединяются. Эпизод заканчивается тем, что Саид несёт тело Шеннон обратно в лагерь, а Ана-Люсия и Джек, два лидера лагерей выживших, впервые сталкиваются друг с другом после катастрофы.

## Производство
В предыдущих эпизодах Ану-Люсию показывали очень жёсткой, поэтому воспоминания в «Столкновении», где становится ясно, что она потеряла ребёнка, были использованы, чтобы показать её с более мягкой стороны. Л. Скотт Колуэлл и Сэм Андерсон, которые играют Роуз и Бернарда, намеренно не встречались до сцены их воссоединения в «Столкновении», так как они хотели, чтобы их воссоединение было как можно более аутентичным. Мэгги Грейс (Шеннон) больше не указана в основном актёрском составе, и теперь её указывают в качестве «специальной приглашённой звезды», когда она появляется.

## Реакция
19,29 миллионов зрителей посмотрели эпизод во время первого показа.
Крис Каработт из IGN оценил эпизод на 8,3 из 10 и выделил персонажа Аны-Люсии, так как зрителям дали узнать побольше о ней, и отметил её взаимодействие с Саидом, и в особенности то, что они «нашли общий язык в боли, которую они пережили». В другой статье для IGN, Эрик Голдман поставил «Столкновение» на 62-е место из всех эпизодов «Остаться в живых», особенно выделив «небольшие моменты, такие как тихая ярость Саида в сторону Аны-Люсии, которые показывают, насколько хорошим может быть сценарий, настолько, что такие моменты всё ещё можно помнить после завершения шоу». LA Times поставил этот эпизод на 74 место в списке лучших эпизодов сериала.